# Digitaler Stempel
Digitale Stempel bzw. Siegel sind Produkte, die die Stempelmetapher der analogen, papierbasierten Welt in die elektronische Welt übertragen. Da die Sichtbarkeit des Stempelabdrucks als Erkennungsmerkmal eine zentrale Rolle spielt, werden digitale Stempelabdrücke vor allem für PDF-Dokumente eingesetzt. Diese haben den Vorteil, dass ihre Darstellung plattformübergreifend konform ist, und sie auch im Ausdruck nahe am elektronischen Original liegen.

## Technische Umsetzung
Technisch werden digitale Stempelabdrücke über elektronische Signaturen realisiert. Neben dem sichtbaren Stempelabdruck, der als eine Siegelgrafik in das PDF-Dokument eingebettet wird, wird der Hash-Wert des Dokumentes mit dem privaten Schlüssel des „Stempelinhabers“ elektronisch signiert. Die so erzeugte Signatur wird in das Dokument eingebettet und kann durch Anklicken des damit verknüpften Hyperlinks jederzeit verifiziert werden. Bei Verwendung einer geeigneten Signaturumgebung ist der digitale Stempel(-abdruck) als Analogon zur elektronischen Signatur nach Signaturgesetz zu sehen.

## Vor- und Nachteile
Der Vorteil des digitalen Stempel(-abdrucks) liegt in dem deutlich sichtbaren, den Unterzeichner in Form eines Logos nennenden Hinweis, auf die Existenz der elektronischen Signatur und der einfachen Verifizierbarkeit, welche insbesondere bei PDF-Rechnungen eine wichtige Rolle spielt. Nachteile gegenüber der normalen elektronischen Signatur entstehen beim digitalen Stempelabdruck, wenn proprietäre, herstellerspezifische Verfahren und Formate zum Einsatz kommen.